# Royal Ontario Museum

Logo

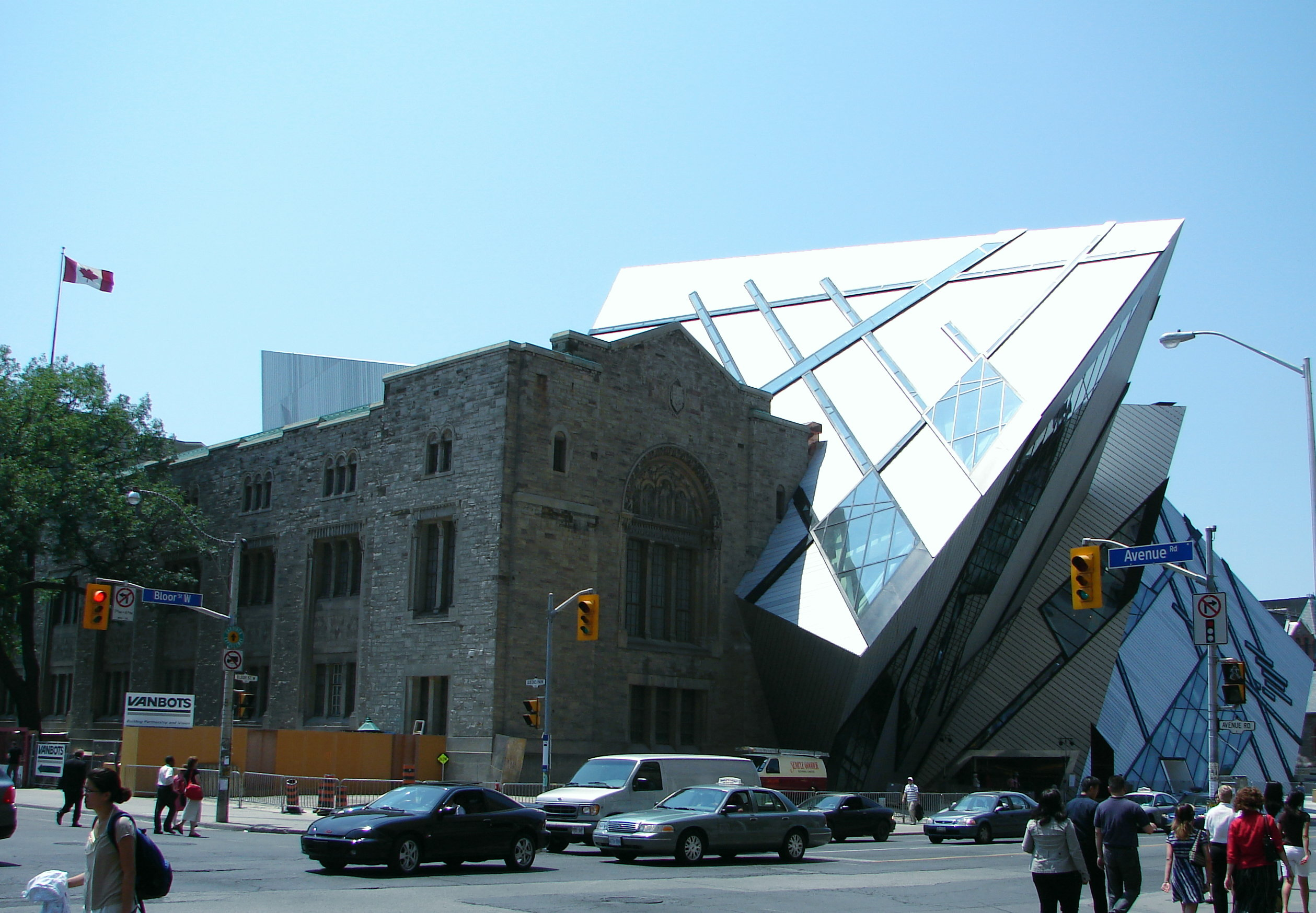
Royal Ontario Museum

Das Royal Ontario Museum (ROM) ist ein Museum für Kultur, Kunst und Naturgeschichte in Toronto, der Hauptstadt der kanadischen Provinz Ontario. Es ist das größte Museum des Landes und eines der größten Museen in Nordamerika. Es besitzt eine bedeutende völkerkundliche Sammlung der Kulturen der Erde. Darüber hinaus befinden sich Kunstausstellungen, sowie auch paläontologische, naturgeschichtliche, astronomische, geologische, historische und zoologische Ausstellungen im ROM. Das Museum ist besonders bekannt für seine Ausstellungen zu den Ureinwohnern Nordamerikas und der dazugehörigen Geschichte Kanadas. Das Museum bietet sechs Millionen Ausstellungsstücke und hat jährlich mehr als eine Million Besucher.

## Geschichte
Das Museum wurde am 16. April 1912 durch die Provinz Ontario gegründet und am 19. März 1914 eröffnet. Es liegt neben dem Queen’s Park und der University of Toronto. Das Gebäude befindet sich an der Ecke von Bloor Street und Avenue Road in unmittelbarer Nähe der Station Museum der Toronto Subway. Obwohl dieser Ort damals außerhalb des Stadtgebiets lag, wurde er seinerzeit wegen seiner Nähe zur Universität ausgewählt. Die Universität und das ROM unterhalten von jeher enge Beziehungen und nutzen viele wissenschaftliche Einrichtungen und Ressourcen gemeinsam. 
1914 wurde mit dem Bau des Museums begonnen. Zuerst wurde der Westflügel fertiggestellt, der heute zu Lagerzwecken und als Bürofläche genutzt wird. Das Museum wurde in den 1930er Jahren als Arbeitsbeschaffungsmaßnahme der Regierung während der Weltwirtschaftskrise großzügig erweitert. Im Jahr 1964 kam auf der Südseite das Planetarium und 1975 das mehrstöckige Atrium, das die Nutzfläche verdoppelte, hinzu. Das Planetarium wurde im Jahre 1995 geschlossen, aber dann im Jahre 1998 vorübergehend als Kindermuseum wieder eröffnet. Dort fanden danach verschiedene Wanderausstellungen statt.
Im Rahmen des Projekts „The Crystal“ (der Kristall) wurde das Museum 2006/2007 nach dem Entwurf des bekannten Architekten Daniel Libeskind umgebaut und erweitert. Im Zuge dieses Umbaus wurden das Planetarium und die 1975 fertiggestellten Gebäudeteile abgerissen und durch eine riesige Kristallform, die aus dem Gebäude seitlich hervortritt, ersetzt. Das Gebäude wurde am 3. Juni 2007 feierlich neu eröffnet.

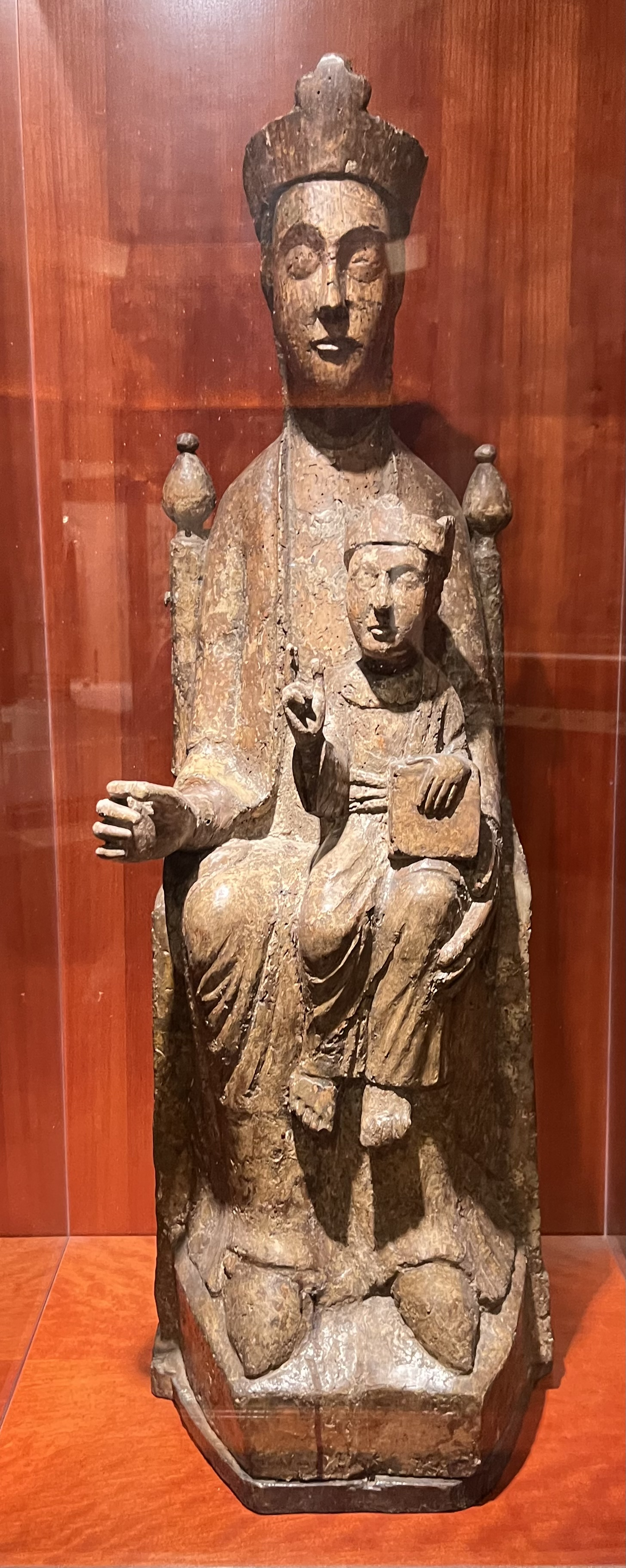
Spanische Madonna, Holz koloriert, 11. Jahrhundert

## Sammlung
Das Royal Ontario Museum verfügt über bemerkenswerte Sammlungen von Dinosauriern, über Geschichte und Kultur Ägyptens, Südamerikas, des Nahen Ostens, Afrikas und Ostasiens und Europas; außerdem findet man Sammlungen über die Geschichte, Kultur und Artenvielfalt Kanadas sowie fünf Millionen andere Ausstellungsstücke zur Kunst, Archäologie und Wissenschaft. Insgesamt besitzt das Museum über sechs Millionen einzelne Exponate und ist damit eines der größten Museen Nordamerikas.